# Lino Aquea
Lino Aquea Guerrero (nascido em 3 de outubro de 1962) é um ex-ciclista chileno. Participou na prova de perseguição por equipes nos Jogos Olímpicos de Los Angeles 1984.